# Oleg Deripaska
Oleg Deripaska Vladimirovich (em russo: Олег Владимирович Дерипаска, / Olyég Vladimirovich Dyeripáska ), nascido em 2 de janeiro de 1968  é o diretor russo executivo da companhia Basic Element e membro do Conselho de Administração e CEO da United Company Rusal, a empresa da indústria de alumínio da Rússia. 

## Vida e carreira
Criado no campo pela sua avó, Oleg perdeu seu pai muito cedo. Foi numa fábrica da região que conseguiu seu primeiro emprego com apenas 11 anos, lá ele passou a trabalhar como aprendiz de eletricista e eventualmente tomou gosto pela matemática e literatura. Matriculou-se em 1985 na Universidade Estatal de Moscovo para cursar Física, porém teve que parar após ser convocado pelo governo à servir o Exército Vermelho.
Foi em 1993 que ele conseguiu terminar sua graduação em física, porém não conseguiu seguir uma vida acadêmica por conta da dissolução da União Soviética. 

### Entrada no mundo dos negócios[1]
Foi com colegas da universidade que fundou seu primeiro negócio, a VTK, uma empresa do ramo de metais (ou mineração). Foi investindo em setores básicos após a queda da União Soviética que construiu grande parte de fortuna. No inicio dos anos 2000 era considerado uma das pessoas chaves na criação da Ursal, juntamente como Alishir Usmanov e Roman Abramovich.
Para administrar sua fortuna e negócios ele criou a Basic Element. Já foi denominado o homem mais rico da Rússia com ao todo US$25 bilhões, porém com divergências perdeu boa parte dela e de sua influência. 

## Vida pessoal e filantropia
Deripaska tem uma casa em Londres, em Belgrave Square, que era originalmente a residência na cidade dos Duques de Bedford. A fortuna estimada de Deripaska foi de US$ 28 bilhões em 2008, de acordo com a lista de mais ricos da Forbes, fazendo dele o nono homem mais rico do mundo. Em 2009, Deripaska caiu para o #164 do ranking, de acordo com a Forbes afirmando: "Ele não pode suportar o colpaso do mercado as grandes dívidas". Mas as previsões infundadas, em 2010, sua fortuna permitiu-lhe subir de volta para o # 57 da lista The World's Billionaires com estimados 10,7 bilhões dólares americanos de fortuna. 
Segundo a revista Forbes, ele removeu os chefes das suas duas maiores empresas e passou a negociar pessoalmente com o governo russo, bancos e outros credores para reestruturar obrigações de seu empréstimo. Oleg é também definido como um homem generoso e o seu respeito e amor pelos animais levou-o a financiar abrigo para animais de rua em Sochi, o milionário russo tem intensificado a luta contra os animais abandonados em na Rússia, e financiou a criação de um abrigo onde os cães podem ser adotados por quem desejar um animal de estimação. Segundo o Huffington Post, no abrigo já se encontram 40 cães.

## Controvérsias

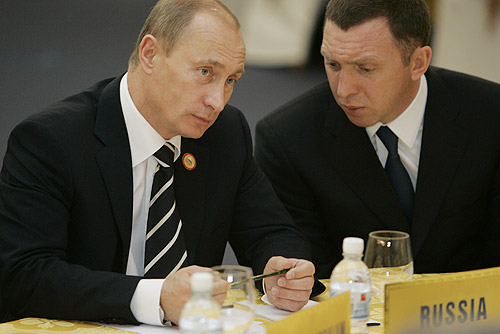
Oleg e Putin, no encontro da Cooperação Econômica Ásia-Pacífico, realizada no Vietnã em 2006.

- Num pequeno incidente entre Oleg e o estado russo, durante a assinatura de um acordo que resolveria uma crise trabalhista, Vladimir Putin viu-se obrigado a pedir de volta a sua caneta (Ручку верните! — "Devolva a caneta!"), com a qual Oleg assinou o acordo. Esta "ordem" correu os jornais e os blogs mundiais.[3]
  - Em 2020, o Governo dos Estados Unidos acusou Oleg Deripaska de lavar dinheiro para Putin, o então presidente da Rússia. O Governo afirmou que havia uma carta que foi enviada pelo Escritório de Controle de Ativos Estrangeiros dos EUA para os advogados de Oleg, onde alegava que o bilionário foi identificado com um dos indivíduos que praticava lavagem de dinheiro em nome do presidente Putin. Trump impôs sanções às suas empresas em 2018.[4][5][6][7][8][9][10][11][12]